# بيري تشن
بيري تشن (بالإنجليزية: Perry Chen)‏ هو شخصية أعمال أمريكي، ولد في 1976 في نيويورك في الولايات المتحدة.

## وصلات خارجية
- بيري تشن على موقع الموسوعة البريطانية (الإنجليزية)